# La Roca, Mexiko
La Roca är en ort i Mexiko.   Den ligger i kommunen Tlajomulco de Zúñiga och delstaten Jalisco, i den centrala delen av landet, 500 km väster om huvudstaden Mexico City. La Roca ligger 1 602 meter över havet och antalet invånare är 2 351.
Terrängen runt La Roca är kuperad västerut, men österut är den platt. Terrängen runt La Roca sluttar österut. Runt La Roca är det tätbefolkat, med 266 invånare per kvadratkilometer. Närmaste större samhälle är Guadalajara, 17,5 km norr om La Roca. Omgivningarna runt La Roca är en mosaik av jordbruksmark och naturlig växtlighet.